# Ronde van Frankrijk 2007
De 94e editie van de Ronde van Frankrijk ging op zaterdag 7 juli 2007 van start in de Britse hoofdstad Londen en voerde via Gent in België, Compiègne, de Franse Alpen, Montpellier, de Pyreneeën en Angoulême met de klok mee naar de Champs-Élysées in Parijs, waar de wielerwedstrijd op 29 juli 2007 eindigde.
Zonder uitgesproken favoriet beloofde het vooraf een open ronde te worden. In de Alpen kwam Rabo-renner Michael Rasmussen als lijstaanvoerder bovendrijven. Tot veler verrassing behield de Deen tien dagen lang de gele trui en leek hij na de laatste, door hem gewonnen, bergrit op de eindoverwinning af te stevenen. Op de avond van woensdag 25 juli 2007 werd echter bekend dat Rasmussen door zijn ploeg uit de strijd was genomen, omdat hij gelogen zou hebben over zijn verblijfplaats in de maand voorafgaand aan La Grande Boucle. De leiding kwam vervolgens plotseling in handen van de 24-jarige Spanjaard Alberto Contador, die in de Pyreneeën al de voornaamste tegenstrever van Rasmussen was gebleken. Na de laatste tijdrit hield hij een minieme voorsprong op Cadel Evans en Levi Leipheimer over, waardoor hij zich een dag later op de Champs-Élysées tot winnaar kon laten kronen. Hij won ook het jongerenklassement. De groene trui voor de beste sprinter ging naar de Belg Tom Boonen, die tevens twee etappes won; Mauricio Soler mocht als winnaar van het bergklassement in Parijs de bolletjestrui in ontvangst nemen.

## Vooraf
Op 19 juni 2007 besloot de Internationale Wielerunie (UCI) in samenspraak met de managers van de ploegen in de UCI ProTour dat alle renners die deelnemen aan wielerkoersen een speciale antidopingverklaring dienen te tekenen. "Ik zweer op mijn ploeg, mijn collega’s, de UCI, de wielerwereld en het publiek dat ik niet betrokken ben in Operación Puerto of in een andere dopingzaak", zo luidt het begin van de verklaring. Wie nog op gebruik van verboden middelen wordt betrapt, accepteert een schorsing van ten minste twee jaar en krijgt een boete ter hoogte van het jaarsalaris. Een deel van het peloton had aarzelingen bij het tekenen van de verklaring, maar uiteindelijk gingen alle renners die aan de Tour zouden deelnemen overstag.
De Italiaanse sprinter en viervoudig etappewinnaar Alessandro Petacchi was door zijn ploeg Team Milram geschorst, nadat hij bij een dopingcontrole in de Ronde van Italië positief had getest. Op 24 juli werd hij door de nationale wielerbond van zijn land vrijgesproken, omdat hij een medisch attest heeft voor het gevonden middel salbutamol.

## Startlijst

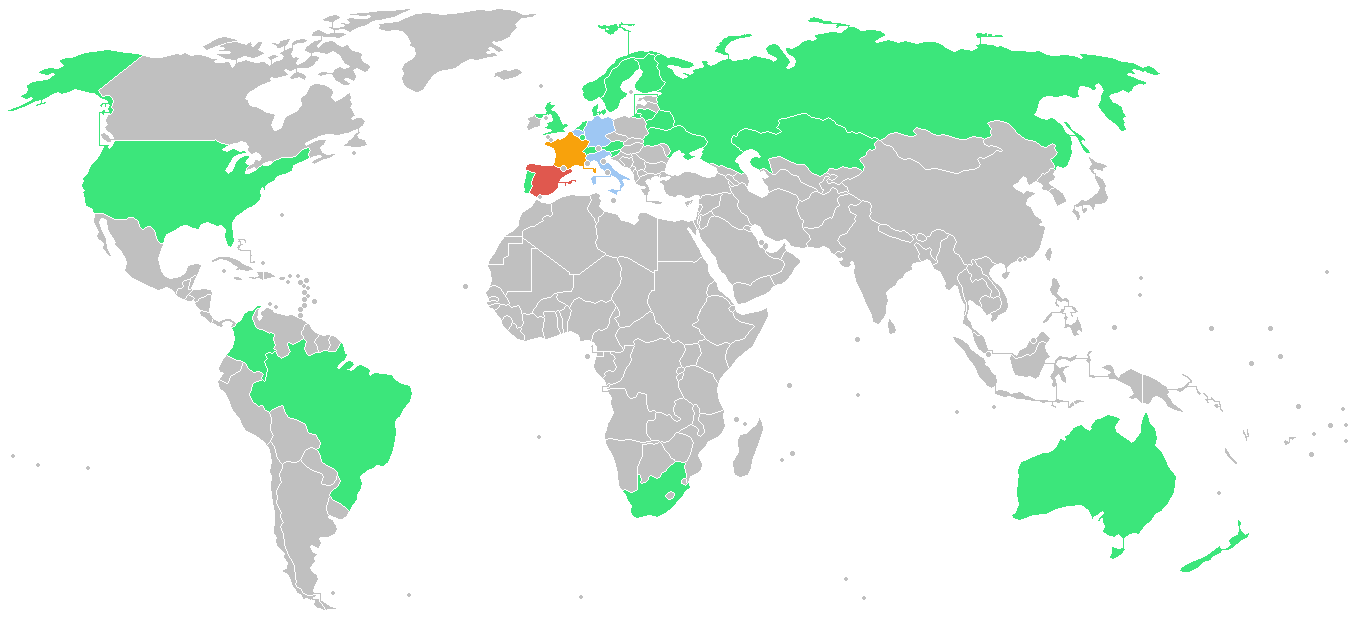
Het aantal deelnemers per land: groen is 1-9, blauw is 10-19, oranje is 20-40 en rood is >40

## Verloop

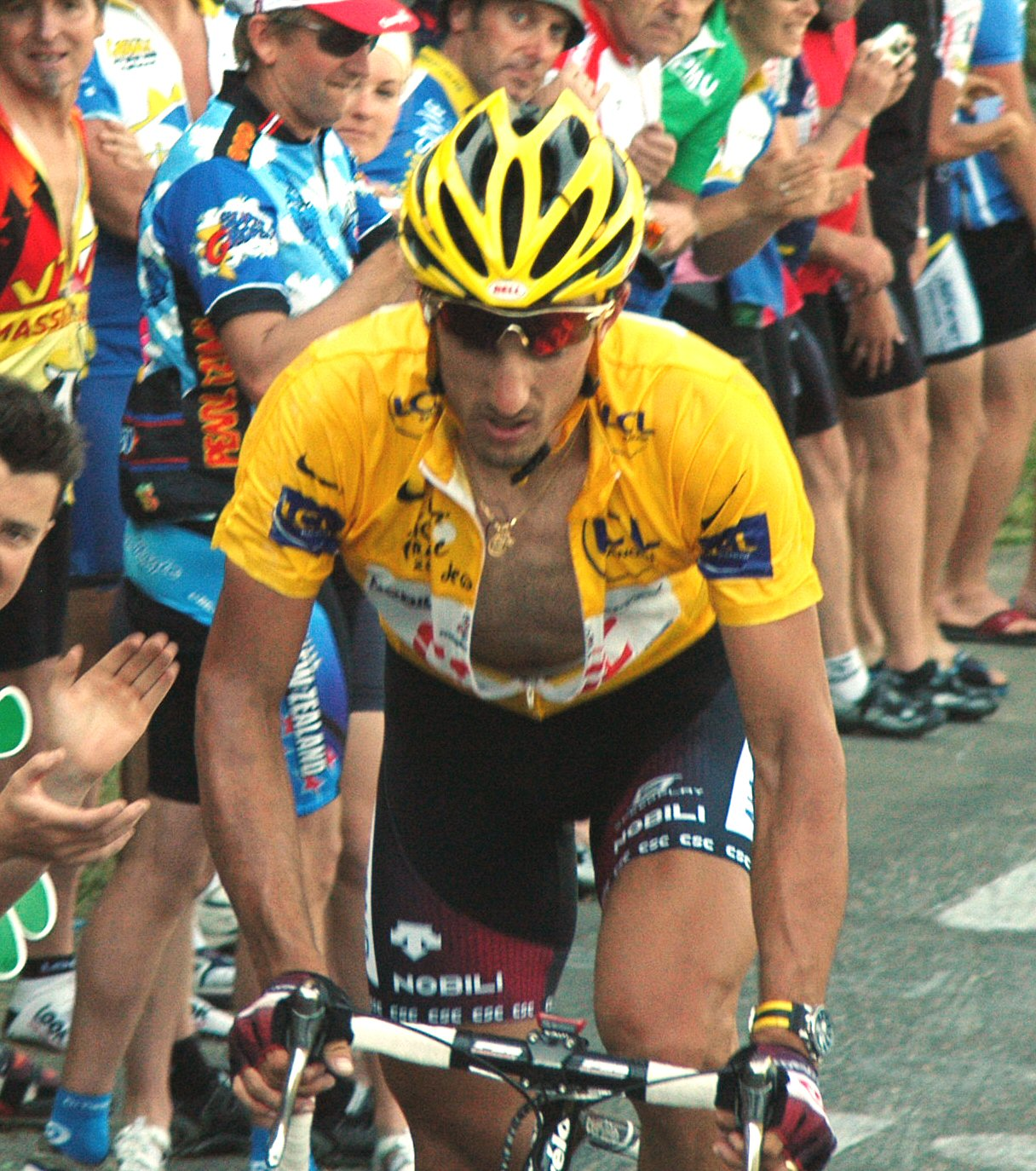
Fabian Cancellara in de zevende etappe

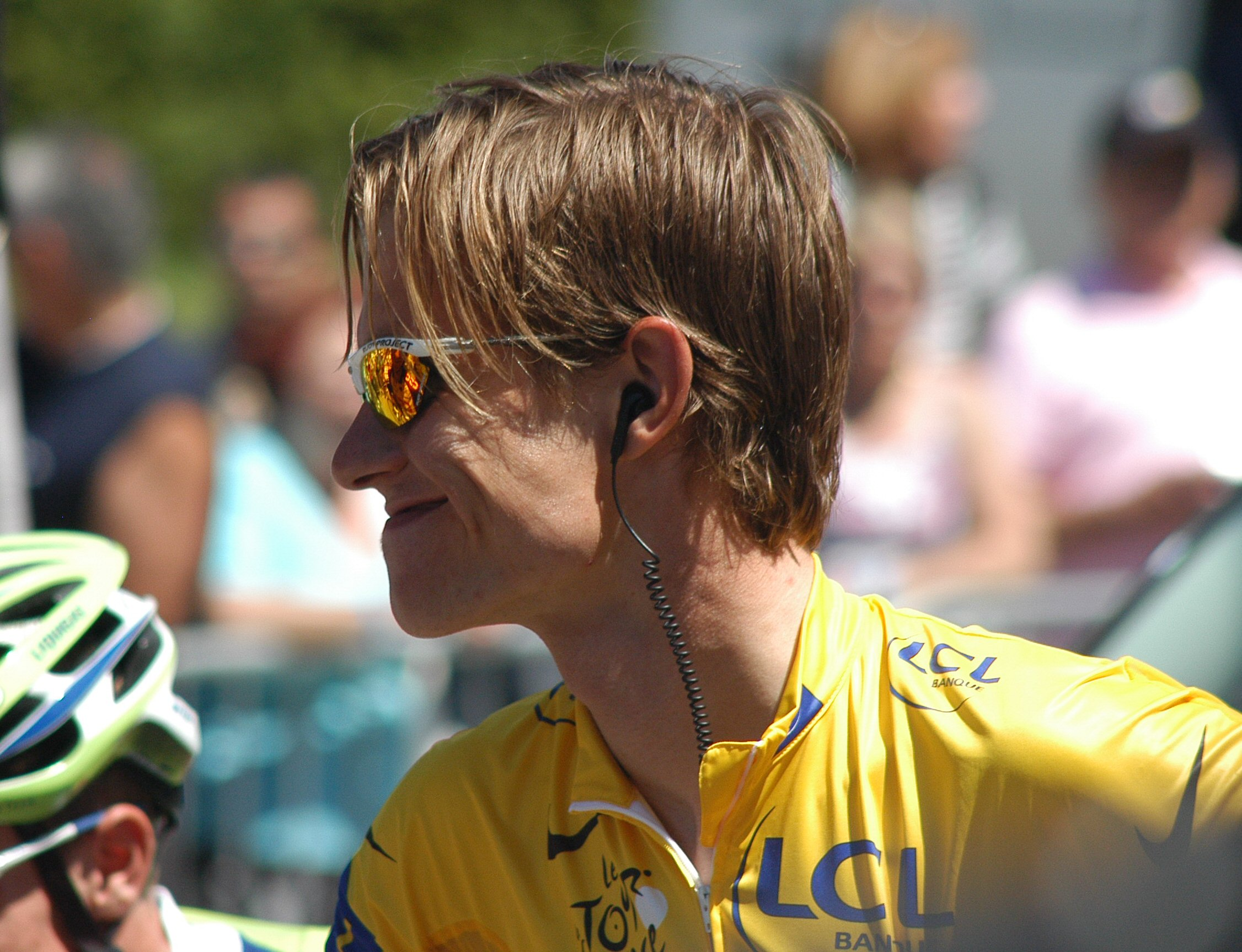
Linus Gerdemann in het geel aan de start van de achtste etappe

Na twee jaar in eigen land te zijn gestart begon de Ronde van Frankrijk in 2007 weer buiten Frankrijk, namelijk in Londen. Het was de derde keer dat La Grande Boucle Groot-Brittannië aandeed. In 1974 maakte de Ronde een uitstapje naar Plymouth en in 1994 werden de plaatsen Dover, Brighton en Portsmouth aangedaan. De Tour startte zonder een nummer 1; Óscar Pereiro had met 11 het laagste rugnummer van het rennersveld. De reden hiervoor was dat Floyd Landis wegens een positieve dopingcontrole niet erkend wordt als winnaar van de Ronde van Frankrijk 2006. In die zaak is echter nog geen definitieve uitspraak gedaan, waardoor er bij de start van de Ronde in 2007 nog geen winnaar bekend was van de voorgaande editie.
De proloog werd net als in 2004 een overwinning voor de Zwitser Fabian Cancellara. Hij won in de gele trui tevens de derde etappe door kort voor de finish uit het peloton te demarreren en de sprinters net voor te blijven. Door de twee etappezeges bleef Cancellara tot de eerste bergrit de leider in het algemeen klassement. De andere etappes in de eerste week eindigden in een sprint. Opmerkelijk was de aankomst in Gent, waar de Belg Gert Steegmans de sprint aantrok voor zijn kopman Tom Boonen, maar deze op de meet nog net voorbleef. De vijfde etappe naar Autun was een zogenaamde heuveletappe. Filippo Pozzato won hierin de sprint van een sterk uitgedund peloton. Het verhaal van die dag was echter een val van zowel Andreas Klöden als Aleksandr Vinokoerov, de kopmannen van Astana. Vino verloor 1'20" en had diverse verwondingen opgelopen. De overwinning in de zesde etappe naar Bourg-en-Bresse was voor Tom Boonen, die daarmee definitief de groene trui terugpakte nadat hij die de vorige etappe voor 1 dag aan Erik Zabel had verloren.
In de eerste bergrit door de Alpen deed de 24-jarige Duitser Linus Gerdemann voor het eerst van zich spreken. Hij was mee in een kopgroep van 15 renners die meer dan zeven minuten voorsprong kreeg en zou uiteindelijk op de Col de la Colombière als laatste overblijven. Hij won de etappe met 40 seconden voorsprong op medevluchter Iñigo Landaluze en 3'38" voorsprong op een eerste peloton en werd de nieuwe leider in het algemeen en jongerenklassement. Zijn ploeg T-Mobile Team leidde het ploegenklassement, maar zag een dag later drie renners afstappen, waaronder kopman Michael Rogers die ten val kwam terwijl hij mee was in een ontsnapping. Michael Rasmussen was de enige die overbleef uit deze ontsnapping, hij won de etappe met ongeveer drie minuten voorsprong op de eerste achtervolgende groep en vijf minuten voorsprong op Gerdemann. Genoeg om zowel de gele trui als de bolletjestrui over te nemen. Zijn belangrijkste tegenstrever in het bergklassement werd de Colombiaan Mauricio Soler, die de derde en laatste bergetappe door de Alpen won.

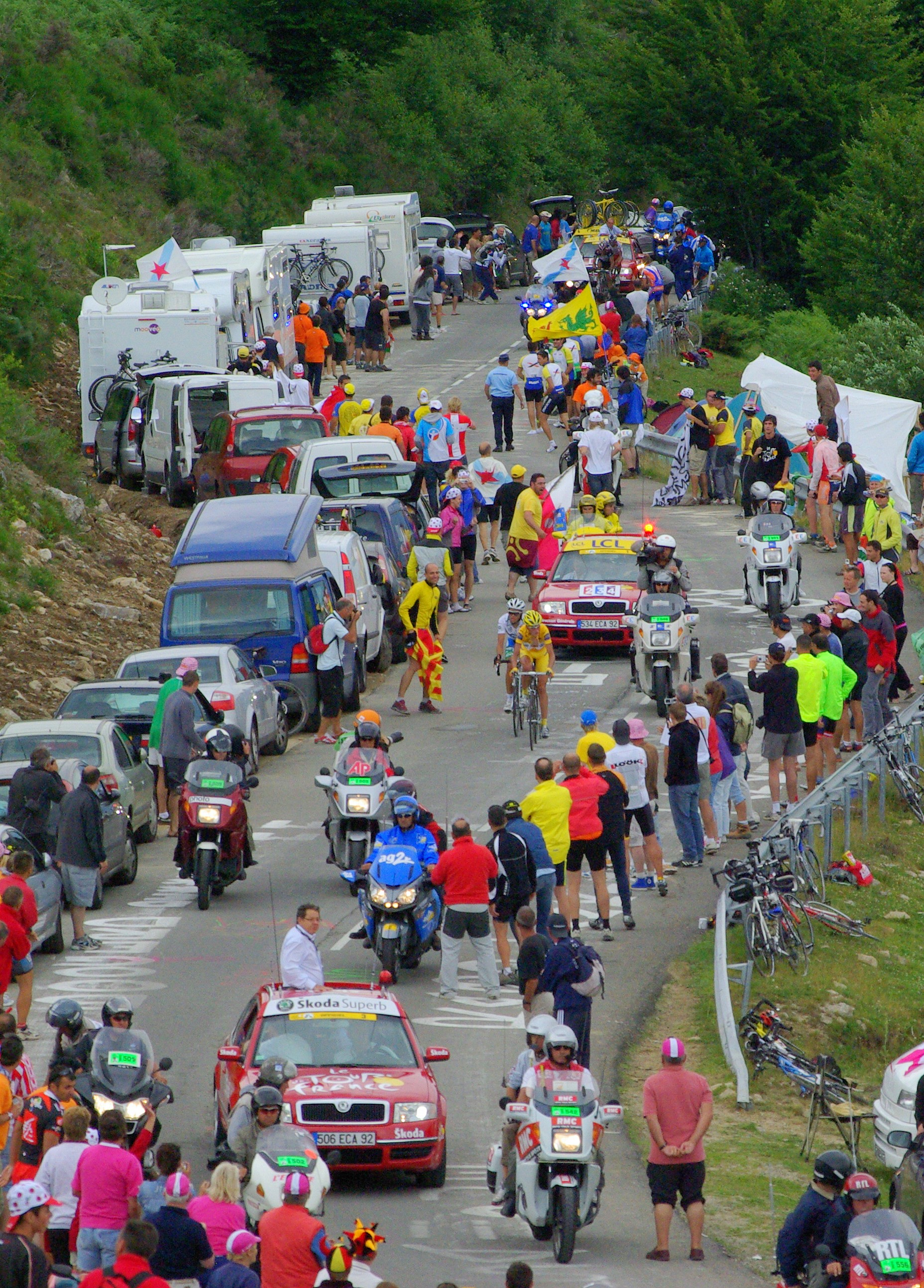
Contador en Rasmussen rijden in de veertiende etappe naar Plateau de Beille weg van de concurrentie

Frankrijks hoop Christophe Moreau was in de etappe naar Montpellier de verliezer, toen door waaiervorming het peloton in verschillende delen brak. Hij verloor 3'20" en duikelde van een zesde naar een veertiende plaats in het klassement. In de rest van de Tour leek hij zijn goede moraal van de eerste anderhalve week van de Ronde volledig kwijt te zijn. Hij zou uiteindelijk als 37e in het eindklassement eindigen. In Castres won de drager van de groene trui Tom Boonen zijn tweede rit in deze Tour. De eerste lange individuele tijdrit liet de wederopstanding van de afgeschreven Vinokoerov zien. De Kazach presteerde vervolgens in de Pyreneeën zeer wisselend. In de rit naar Plateau de Beille werd hij op bijna een half uur gereden, een dag later zat hij mee in een vroege ontsnapping en won hij de etappe. Op de daarop volgende rustdag werd bekend dat hij na de tijdrit in Albi betrapt was op bloeddoping. Zowel Vinokoerov als de rest van de ploeg (met onder meer klassementsrenners Andrej Kasjetsjkin en Klöden) vertrokken nog dezelfde dag uit de Tour. In de Pyreneeënetappes was inmiddels duidelijk geworden dat de strijd om het geel ging tussen Rasmussen en de 24-jarige Spanjaard Alberto Contador. De laatste had de etappe naar Plateau de Beille gewonnen, Rasmussen won de dag na de rustdag op de Col d'Aubisque. In het klassement was zijn voorsprong uitgelopen tot drie minuten op Contador en ruim vijf minuten op Cadel Evans.
Op de avond na deze tweede etappezege van de Deen kwam echter het nieuws dat teammanager Theo de Rooij van de Rabobank Rasmussen per direct uit de koers nam. Rasmussen, die eerder al in de media in opspraak was geraakt omdat hij de Internationale Wielerunie meerdere keren te laat had geïnformeerd over zijn verblijfplaats, had tegen de teamleiding gelogen over zijn trainingsplaats in de maand voorafgaand aan de Tour. Hij had gemeld in juni in Mexico te verblijven, maar was in deze periode door sportcommentator en oud-wielrenner Davide Cassani in de Dolomieten in Italië gespot. Door te liegen over zijn verblijfplaats zou Rasmussen onverwachte dopingcontroles willen ontlopen. Eerder op die 25e juli was ook bekendgemaakt dat de Italiaanse wielrenner Cristian Moreni na de rit naar Montpellier positief had getest op het gebruik van testosteron. Zowel Moreni als de rest van zijn ploeg Cofidis gingen de volgende dag niet meer van start. Hoewel flink gedemoraliseerd bleef het team van Rabobank in koers. Kopman Denis Mensjov stapte echter in de loop van de zeventiende etappe alsnog af. Michael Boogerd liet zich in de achttiende etappe wel van zijn beste kant zien. Hij was mee in een kopgroep van vier renners, maar legde het in de sprint af tegen etappewinnaar Sandy Casar.
Na de van boven opgelegde opgave van Rasmussen was Contador de nieuwe leider in het klassement. In de zeventiende etappe startte het peloton zonder gele trui, pas na afloop kreeg Contador het geel voor het eerst overhandigd. In de rangschikking had hij 1'53" voorsprong op Evans en 2'49" op zijn ploeggenoot Levi Leipheimer. In de tijdrit op de voorlaatste dag wisten Evans en Leipheimer een groot deel van de achterstand goed te maken. Ze strandden echter op respectievelijk 23 en 31 seconden. Deze minieme voorsprong van Contador kwam in de slotetappe naar de Avenue des Champs-Élysées in Parijs, gewonnen door Daniele Bennati, niet meer in gevaar. De verschillen tussen de nummers één en drie waren de kleinste in een eindrangschikking van de Ronde van Frankrijk ooit. Tussen de nummers één en twee was slechts eenmaal een kleiner verschil, namelijk acht seconden tussen Greg LeMond en Laurent Fignon in 1989.

## Doping- en andere perikelen
Op 18 juli maakte de Duitse wielerbond bekend dat de Duitse renner Patrik Sinkewitz positief had getest op een te hoog testosteron-gehalte na een onaangekondigde dopingcontrole op 8 juni 2007. Sinkewitz was op dat moment al niet meer in de Ronde, omdat hij na de aankomst in Tignes op 15 juli een toeschouwer had aangereden en in het ziekenhuis was beland. Naar aanleiding van het dopinggeval staakten de Duitse televisiezenders ARD en ZDF hun uitzendingen van de Tour de France. De uitzendingen werden vanaf de elfde etappe uitgezonden door de zender Sat.1.
Op 24 juli werd duidelijk dat kopman Aleksandr Vinokoerov van Astana na de door hem gewonnen tijdrit drie dagen eerder betrapt was op het gebruik van bloeddoping. Uit de test zou zijn gebleken dat Vino kort voor de etappe vreemd bloed toegediend heeft gekregen. De Kazach werd door zijn team geschorst en Astana, met klassementsrenners als Andreas Klöden en Andrej Kasjetsjkin, verliet op aandringen van de Tourdirectie nog dezelfde dag de Ronde. Nadat de contra-expertise eveneens positief uitviel, werd Vinokoerov door zijn team ontslagen.
Het volgende dopinggeval was Cofidis-renner Cristian Moreni. Op 25 juli werd bekendgemaakt dat hij na de etappe naar Montpellier positief was bevonden op testosteron. Teammanager Eric Boyer, die in de dagen daarvoor fel had gereageerd op de perikelen bij Astana en de geruchten rondom Michael Rasmussen, kon weinig anders dan de volledige ploeg terugtrekken. Aan de start van de etappe behoorden Cofidis en Moreni tot de ploegen die met een kortstondige zitactie protesteerden tegen doping in de wielersport. Moreni bekende schuld en vroeg geen contra-expertise aan. Hij werd door zijn team ontslagen.
Op de late avond van 25 juli werd wereldkundig dat Michael Rasmussen door de directie van de Rabobank uit de Tour was teruggetrokken en op staande voet ontslagen. Hij had de interne regels van de ploeg en de UCI-reglementen overtreden door te verklaren dat hij in Mexico verbleef terwijl hij op trainingskamp was in de Dolomieten. Rasmussen was de winnaar van de etappe van die dag en reed in de gele trui met ruim drie minuten voorsprong op Alberto Contador. Met alleen nog vlakke etappes en een tijdrit was hij de favoriet voor de eindzege van de Ronde van Frankrijk. Er was reeds enige discussie rond de positie van de Deen, omdat hij meerdere malen door de UCI en de wielerbond van zijn land was gewaarschuwd wegens het niet en te laat doorgeven van de plaatsen waar hij trainingstages hield. Na enige discussie bleven de overgebleven Rabo-renners in de Tour. Denis Mensjov stapte echter de volgende dag gedemoraliseerd af. In november 2013 verklaarde Rasmussen in een interview met de Deense televisie dat alle renners van de Rabo-tourploeg in 2007 doping gebruikten.
Daags na afloop van de Ronde, op 30 juli, maakte de UCI bekend dat de Spanjaard Iban Mayo op de tweede rustdag bij een controle positief testte op het gebruik van epo. De renner van Saunier Duval is met onmiddellijke ingang door zijn ploeg geschorst.

## Etappe-overzicht
| datum   | etappe  | route                                | afstand | type                | winnaar           | ploeg                   |
| ------- | ------- | ------------------------------------ | ------- | ------------------- | ----------------- | ----------------------- |
| 7 juli  | Proloog | Londen                               | 8 km    | Proloog             | Fabian Cancellara | Team CSC                |
| 8 juli  | 1       | Londen - Canterbury                  | 203 km  | Vlakke rit          | Robbie McEwen     | Predictor - Lotto       |
| 9 juli  | 2       | Duinkerke - Gent                     | 167 km  | Vlakke rit          | Gert Steegmans    | Quick·Step - Innergetic |
| 10 juli | 3       | Waregem - Compiègne                  | 236 km  | Vlakke rit          | Fabian Cancellara | Team CSC                |
| 11 juli | 4       | Villers-Cotterêts - Joigny           | 190 km  | Vlakke rit          | Thor Hushovd      | Crédit Agricole         |
| 12 juli | 5       | Chablis - Autun                      | 184 km  | Heuvelrit           | Filippo Pozzato   | Liquigas                |
| 13 juli | 6       | Semur-en-Auxois - Bourg-en-Bresse    | 200 km  | Vlakke rit          | Tom Boonen        | Quick·Step - Innergetic |
| 14 juli | 7       | Bourg-en-Bresse - Le Grand-Bornand   | 197 km  | Bergrit             | Linus Gerdemann   | T-Mobile Team           |
| 15 juli | 8       | Le Grand-Bornand - Tignes            | 165 km  | Bergrit             | Michael Rasmussen | Rabobank                |
| 16 juli | Rustdag | Rustdag                              | Rustdag | Rustdag             | Rustdag           | Rustdag                 |
| 17 juli | 9       | Val-d'Isère - Briançon               | 161 km  | Bergrit             | Mauricio Soler    | Team Barloworld         |
| 18 juli | 10      | Tallard - Marseille                  | 229 km  | Vlakke rit          | Cédric Vasseur    | Quick·Step - Innergetic |
| 19 juli | 11      | Marseille - Montpellier              | 180 km  | Vlakke rit          | Robert Hunter     | Team Barloworld         |
| 20 juli | 12      | Montpellier - Castres                | 179 km  | Heuvelrit           | Tom Boonen        | Quick·Step - Innergetic |
| 21 juli | 13      | Albi - Albi                          | 54 km   | Individuele tijdrit | Cadel Evans       | Predictor - Lotto       |
| 22 juli | 14      | Mazamet - Plateau de Beille          | 197 km  | Bergrit             | Alberto Contador  | Discovery Channel       |
| 23 juli | 15      | Foix - Loudenvielle-Le Louron        | 196 km  | Bergrit             | Kim Kirchen       | T-Mobile Team           |
| 24 juli | Rustdag | Rustdag                              | Rustdag | Rustdag             | Rustdag           | Rustdag                 |
| 25 juli | 16      | Orthez - Gourette (Col d'Aubisque)   | 218 km  | Bergrit             | Michael Rasmussen | Rabobank                |
| 26 juli | 17      | Pau - Castelsarrasin                 | 188 km  | Vlakke rit          | Daniele Bennati   | Lampre                  |
| 27 juli | 18      | Cahors - Angoulême                   | 210 km  | Vlakke rit          | Sandy Casar       | La Française des Jeux   |
| 28 juli | 19      | Cognac - Angoulême                   | 55 km   | Individuele tijdrit | Levi Leipheimer   | Discovery Channel Team  |
| 29 juli | 20      | Marcoussis - Parijs (Champs-Élysées) | 130 km  | Vlakke rit          | Daniele Bennati   | Lampre                  |

## Klassementsleiders na elke etappe
| Etappe 0 | Algemeen klassement | Puntenklassement  | Bergklassement    | Jongerenklassement | Ploegenklassement | Strijdlust                |
| -------- | ------------------- | ----------------- | ----------------- | ------------------ | ----------------- | ------------------------- |
| Proloog  | Fabian Cancellara   | Fabian Cancellara | niet uitgereikt   | Vladimir Goesev    | Astana            | niet uitgereikt (proloog) |
| 1        | Fabian Cancellara   | Robbie McEwen     | David Millar      | Vladimir Goesev    | Astana            | Stéphane Augé             |
| 2        | Fabian Cancellara   | Tom Boonen        | David Millar      | Vladimir Goesev    | Astana            | Marcel Sieberg            |
| 3        | Fabian Cancellara   | Tom Boonen        | Stéphane Augé     | Vladimir Goesev    | Astana            | Matthieu Ladagnous        |
| 4        | Fabian Cancellara   | Tom Boonen        | Stéphane Augé     | Vladimir Goesev    | Astana            | Matthieu Sprick           |
| 5        | Fabian Cancellara   | Erik Zabel        | Sylvain Chavanel  | Vladimir Goesev    | Team CSC          | Sylvain Chavanel          |
| 6        | Fabian Cancellara   | Tom Boonen        | Sylvain Chavanel  | Vladimir Goesev    | Team CSC          | Bradley Wiggins           |
| 7        | Linus Gerdemann     | Tom Boonen        | Sylvain Chavanel  | Linus Gerdemann    | T-Mobile Team     | Linus Gerdemann           |
| 8        | Michael Rasmussen   | Tom Boonen        | Michael Rasmussen | Linus Gerdemann    | Rabobank          | Michael Rasmussen         |
| 9        | Michael Rasmussen   | Tom Boonen        | Michael Rasmussen | Alberto Contador   | Caisse d'Epargne  | Jaroslav Popovytsj        |
| 10       | Michael Rasmussen   | Tom Boonen        | Michael Rasmussen | Alberto Contador   | Team CSC          | Patrice Halgand           |
| 11       | Michael Rasmussen   | Tom Boonen        | Michael Rasmussen | Alberto Contador   | Team CSC          | Benoît Vaugrenard         |
| 12       | Michael Rasmussen   | Tom Boonen        | Michael Rasmussen | Alberto Contador   | Team CSC          | Amets Txurruka            |
| 13       | Michael Rasmussen   | Tom Boonen        | Michael Rasmussen | Alberto Contador   | Astana            | niet uitgereikt (tijdrit) |
| 14       | Michael Rasmussen   | Tom Boonen        | Michael Rasmussen | Alberto Contador   | Discovery Channel | Antonio Colom             |
| 15       | Michael Rasmussen   | Tom Boonen        | Michael Rasmussen | Alberto Contador   | Astana            | Aleksandr Vinokoerov      |
| 16       | Michael Rasmussen   | Tom Boonen        | Mauricio Soler    | Alberto Contador   | Discovery Channel | Mauricio Soler            |
| 17       | Alberto Contador    | Tom Boonen        | Mauricio Soler    | Alberto Contador   | Discovery Channel | Jens Voigt                |
| 18       | Alberto Contador    | Tom Boonen        | Mauricio Soler    | Alberto Contador   | Discovery Channel | Sandy Casar               |
| 19       | Alberto Contador    | Tom Boonen        | Mauricio Soler    | Alberto Contador   | Discovery Channel | niet uitgereikt (tijdrit) |
| 20       | Alberto Contador    | Tom Boonen        | Mauricio Soler    | Alberto Contador   | Discovery Channel | Freddy Bichot             |

## Eindklassementen

### Algemeen klassement

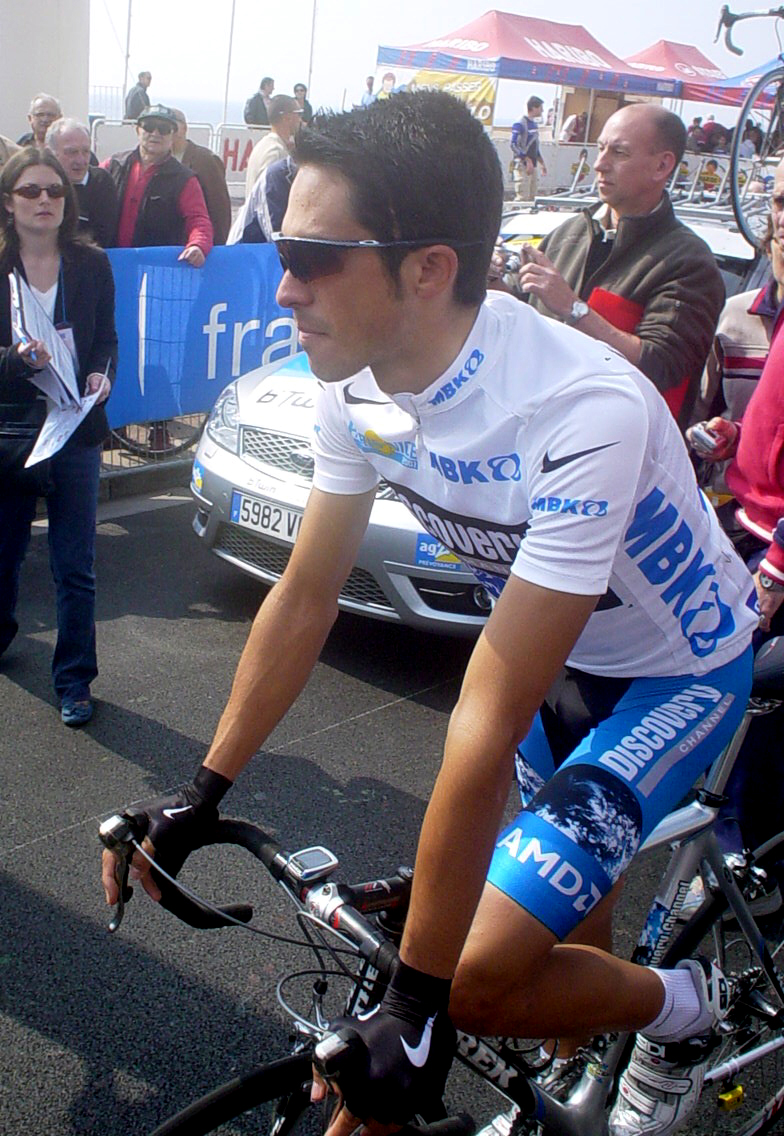
Alberto Contador

| rang | renner             | land             | ploeg               | tijd       |
| ---- | ------------------ | ---------------- | ------------------- | ---------- |
|      | Alberto Contador   | Spanje           | Discovery Channel   | 91u 00'26" |
| 2    | Cadel Evans        | Australië        | Predictor - Lotto   | + 23"      |
| 3    | Levi Leipheimer    | Verenigde Staten | Discovery Channel   | + 31"      |
| 3    | Carlos Sastre      | Spanje           | Team CSC            | + 7'08"    |
| 4    | Haimar Zubeldia    | Spanje           | Euskaltel - Euskadi | + 8'17"    |
| 5    | Alejandro Valverde | Spanje           | Caisse d'Epargne    | + 11'37"   |
| 6    | Kim Kirchen        | Luxemburg        | T-Mobile Team       | + 12'18"   |
| 7    | Jaroslav Popovytsj | Oekraïne         | Discovery Channel   | + 12'25"   |
| 8    | Mikel Astarloza    | Spanje           | Euskaltel - Euskadi | + 14'14"   |
| 9    | Óscar Pereiro      | Spanje           | Caisse d'Epargne    | + 14'25"   |
| 10   | Mauricio Soler     | Colombia         | Team Barloworld     | + 16'51"   |

Rode lantaarn:
| 141 | Wim Vansevenant | België | Predictor - Lotto | + 3u 52'54" |

### Puntenklassement
| rang | renner        | land        | ploeg                   | punten |
| ---- | ------------- | ----------- | ----------------------- | ------ |
|      | Tom Boonen    | België      | Quick·Step - Innergetic | 256    |
| 2    | Robert Hunter | Zuid-Afrika | Team Barloworld         | 234    |
| 3    | Erik Zabel    | Duitsland   | Team Milram             | 232    |

### Bergklassement
| rang | renner             | land     | ploeg             | punten |
| ---- | ------------------ | -------- | ----------------- | ------ |
|      | Mauricio Soler     | Colombia | Team Barloworld   | 206    |
| 2    | Alberto Contador   | Spanje   | Discovery Channel | 128    |
| 3    | Jaroslav Popovytsj | Oekraïne | Discovery Channel | 104    |

### Jongerenklassement
| rang | renner           | land     | ploeg               | tijd       |
| ---- | ---------------- | -------- | ------------------- | ---------- |
|      | Alberto Contador | Spanje   | Discovery Channel   | 91u 00'26" |
| 2    | Mauricio Soler   | Colombia | Team Barloworld     | + 16'51"   |
| 3    | Amets Txurruka   | Spanje   | Euskaltel - Euskadi | + 49'34"   |

### Ploegenklassement
| rang | ploeg             | land             | teammanager           | tijd        |
| ---- | ----------------- | ---------------- | --------------------- | ----------- |
|      | Discovery Channel | Verenigde Staten | Johan Bruyneel        | 273u 12'52" |
| 2    | Caisse d'Epargne  | Spanje           | José Miguel Echavarri | + 19'36"    |
| 3    | Team CSC          | Denemarken       | Bjarne Riis           | + 22'10"    |

### Strijdlustigste renner
| rang | renner         | land   | ploeg               |
| ---- | -------------- | ------ | ------------------- |
|      | Amets Txurruka | Spanje | Euskaltel - Euskadi |

## Trivia
- Er waren in totaal 26 nationaliteiten vertegenwoordigd in de Tour. De Spanjaarden leveren met 41 renners de grootste groep, maar er zijn ook renners uit minder grote en bekende wielerlanden die deelnemen, zoals Zuid-Afrika, Finland en Wit-Rusland. In totaal waren er 189 deelnemers.
- Deze Tour werd in 185 landen op televisie uitgezonden, waarbij het in 51 landen ging om live-uitzendingen. Wereldwijd werden 4,5 miljard kijkers bereikt.
- Er waren 34 etappeplaatsen, de Tourkaravaan doorkruiste in totaal 560 plaatsen in 4 landen. Naar de etappes kwamen naar schatting 10 tot 12 miljoen mensen kijken. Uit ervaring weet de Tourorganisatie dat 71 procent van de toeschouwers jonger is dan 50 jaar en 23 procent jonger is dan 15 jaar.
- Het gemiddelde van winnaar Alberto Contador was 39,226 km/u - het laagste gemiddelde sinds 1995.
- Slechts twee ploegen reden de Tour met alle 9 renners uit: Team Gerolsteiner en Quick·Step-Innergetic.